# تاتنهام
تاتنهام (به انگلیسی: Tottenham) نام یکی از ناحیه‌های هرینگی لندن است که در محدوده شمالی لندن بزرگ واقع شده است. این ناحیه، دارای مساحتی به میزان ۱۰٫۶ کیلومتر است. کاخ الکساندرا و ورزشگاه وایت هارت لن در این ناحیه قرار دارد. همچنین، باشگاه فوتبال تاتنهام هاتسپرز که در لیگ برتر انگلستان حضور دارد، به این ناحیه تعلق دارد.

## ترکیب جمعیتی تاتنهام
تاتنهام منطقه‌ای چند ملیتی است که ترکیب جمعیتی آن از نژادهای مختلفی تشکیل یافته‌است. این بخش از لندن یکی از نواحی تجمع و زندگی شهروندانی با اصالت کارائیبی است که نژاد نخستین آنها آفریقایی می‌باشد. دیگر اقوامی که در این بخش زندگی می‌کنند عبارتند از: کلمبیایی، ترکی، اروپای شرقی، ترکی-قبرسی، کردی، سومالیایی و ایرلندی. جنوب تاتنهام متنوع‌ترین منطقه اروپا است، به طوریکه ۳۰۰ زبان مختلف در آن رایج است.